# Велики пацифички тепих од смећа
Велики пацифички тепих од смећа (енгл. Great Pacific Garbage Patch или Eastern Garbage Patch) је гомила плутајуће пластике на северном делу Тихог океана. Овај регион плутајућег смећа се налази отприлике између 135° и 155° ЗГД и 35° и 42 °CГШ. Лист „Сан Франциско кроникл”, наводи да је овај „тепих“ данас тежак више од 3,5 милиона тона и да 80 одсто чини пластични отпад који сеже више од 30 метара у дубину. Велики пацифички тепих од смећа је почео да се ствара 1950-их година, а његово уклањање би коштало на милијарде долара.

## Ђубре
Центар Великог пацифичког тепиха од смећа је релативно миран регион тихог океана, а морске струје које круже око њега доносе смеће. То узрокује акомулацију плутајућег смећа у великим гомилама. Док је кроз историју ово смеће било биоразградиво, данас се у Великом пацифичком тепиху од смећа скупљају пластика и остали неразградиви материјали. Ови материјали се могу само уситњавати, али њихове честице ипак остају у води. Честице настале распадањем пластике личе на зоопланктон тако да их Сцифомедузе често једу мислећи да су храна. Многи од ових комадића пластике завршавају у стомацима птица или других морских животиња.
Истраживач океана Чарлс Мур (енгл. Charles Moore) је неколико година испитивао концентрацију пластичних честица у Великом пацифичком тепиху од смећа. Он је забележио концентрацију од око 3.340.000 комадића пластике по km² масе од око 5,1 kg/km².
Неки извори су јавили да је то „плутајући континент од ђубрета који је око 2 пута већи од површине Тексаса, али то нису потврдила научна истраживања.